# Nokia vasútállomás
Nokia vasútállomás Finnországban, Nokia településen található.

## Vasútvonalak
Az állomást az alábbi vasútvonalak érintik:
- Tampere–Pori-vasútvonal

## Kapcsolódó állomások
A vasútállomáshoz az alábbi állomások vannak a legközelebb:
- Tesoma railway station (Toijala vasútállomás, M Nokia-Toijala)
- Tesoma railway station (Helsinki Central, R Helsinki-Tampere)